# Mythicomyia tibialis
Mythicomyia tibialis is een vliegensoort uit de familie van de Mythicomyiidae. De wetenschappelijke naam van de soort is voor het eerst geldig gepubliceerd in 1895 door Coquillett.